# Make Some Noise – The Amnesty International Campaign to Save Darfur
Make Some Noise – The Amnesty International Campaign to Save Darfur ist eine Kompilation zahlreicher Lieder von John Lennon in Coverversionen verschiedener internationaler Künstler und Musikgruppen zugunsten einer Kampagne von Amnesty International zur Unterstützung der Opfer des Darfur-Konflikts. Sie erschien 2007. Auf dem internationalen Markt erschien sie unter dem Namen Instant Karma – The Amnesty International Campaign to Save Darfur.

## Entstehung
2003 schenkte Yoko Ono Amnesty International die Bearbeitungsrechte für alle Lieder aus John Lennons Solokarriere. In einer ersten Kampagne wurde zunächst nur das Lied Imagine von Kindern aus aller Welt zugunsten von Amnesty International aufgenommen. Am 10. Dezember 2005 begann die Kampagne Make Some Noise, die zum Ziel hatte, den Unterstützerkreis der Organisation besonders unter Jugendlichen zu erweitern. Als erste Künstler wurden The Black Eyed Peas, The Cure, Snow Patrol, The Postal Service und Avril Lavigne gewonnen. Im Sommer 2006 wurde das Projekt auf verschiedenen Musikfestivals vorgestellt. Die Lieder wurden zunächst einzeln über die Website der Kampagne vertrieben; 2007 erschien das Album als CD. Alle Erlöse kamen Amnesty International zugute.

## Titelliste
CD 1
| #  | Titel               | Interpret(en)                                        |
| -- | ------------------- | ---------------------------------------------------- |
| 1  | Instant Karma!      | U2                                                   |
| 2  | #9 Dream            | R.E.M.                                               |
| 3  | Mother              | Christina Aguilera (featuring Bigelf)                |
| 4  | Give Peace a Chance | Aerosmith featuring Sierra Leone’s Refugee All Stars |
| 5  | Cold Turkey         | Lenny Kravitz                                        |
| 6  | Love                | The Cure                                             |
| 7  | I’m Losing You      | Corinne Bailey Rae                                   |
| 8  | Gimme Some Truth    | Jakob Dylan featuring Dhani Harrison                 |
| 9  | Oh, My Love         | Jackson Browne                                       |
| 10 | One Day at a Time   | The Raveonettes                                      |
| 11 | Imagine             | Avril Lavigne                                        |
| 12 | Nobody Told Me      | Big & Rich                                           |
| 13 | Mind Games          | Eskimo Joe                                           |
| 14 | Jealous Guy         | Youssou N’Dour                                       |

CD 2
| #  | Titel                       | Interpret(en)                             |
| -- | --------------------------- | ----------------------------------------- |
| 1  | Working Class Hero          | Green Day                                 |
| 2  | Power to the People         | The Black Eyed Peas                       |
| 3  | Imagine                     | Jack Johnson                              |
| 4  | Beautiful Boy (Darling Boy) | Ben Harper                                |
| 5  | Isolation                   | Snow Patrol                               |
| 6  | Watching the Wheels         | Matisyahu                                 |
| 7  | Grow Old with Me            | The Postal Service                        |
| 8  | Gimme Some Truth            | Jaguares                                  |
| 9  | (Just Like) Starting Over   | The Flaming Lips                          |
| 10 | God                         | Jack’s Mannequin featuring Mick Fleetwood |
| 11 | Instant Karma!              | Duran Duran                               |
| 12 | #9 Dream                    | a-ha                                      |
| 13 | Instant Karma!              | Tokio Hotel                               |
| 14 | Real Love                   | Regina Spektor                            |

Bonustracks
Weitere Lieder erschienen auf einigen Ausgaben der CD in limitierter Auflage oder ausschließlich als Download bei iTunes und auf der Make-Some-Noise-Website:
| Titel                    | Interpret(en)                     |
| ------------------------ | --------------------------------- |
| Imagine                  | Willie Nelson                     |
| Happy Xmas (War Is Over) | Angélique Kidjo                   |
| Instant Karma!           | Duran Duran                       |
| Jealous Guy              | Deftones                          |
| Mind Games               | Gavin Rossdale                    |
| Oh, My Love              | Yellowcard                        |
| Crippled Inside          | Widespread Panic                  |
| Borrowed Time            | Of a Revolution                   |
| Woman                    | Ben Jelen                         |
| Imagine                  | Meshell Ndegeocello               |
| Well Well Well           | Rocky Dawuni                      |
| Mother                   | Emmanuel Jal                      |
| I Don’t Wanna Face It    | The Fab Faux                      |
| Mind Games               | MIA.                              |
| Give Peace a Chance      | Puppetmastaz featuring Angie Reed |

## Kritiken
Das Album erhielt gemischte Kritiken. Zwar wurde die Darfur-Kampagne als unterstützenswert hervorgehoben, die musikalischen Kritiken fielen aber wenig wohlwollend aus. Auf dem Album wechselten sich „(wenige) gute Momente mit (zu vielen) belanglosen ab“. Die Zusammenstellung enthalte einige herausragende Versionen, sei aber insgesamt eher enttäuschend und werde nicht lange in Erinnerung bleiben.